# Trossell

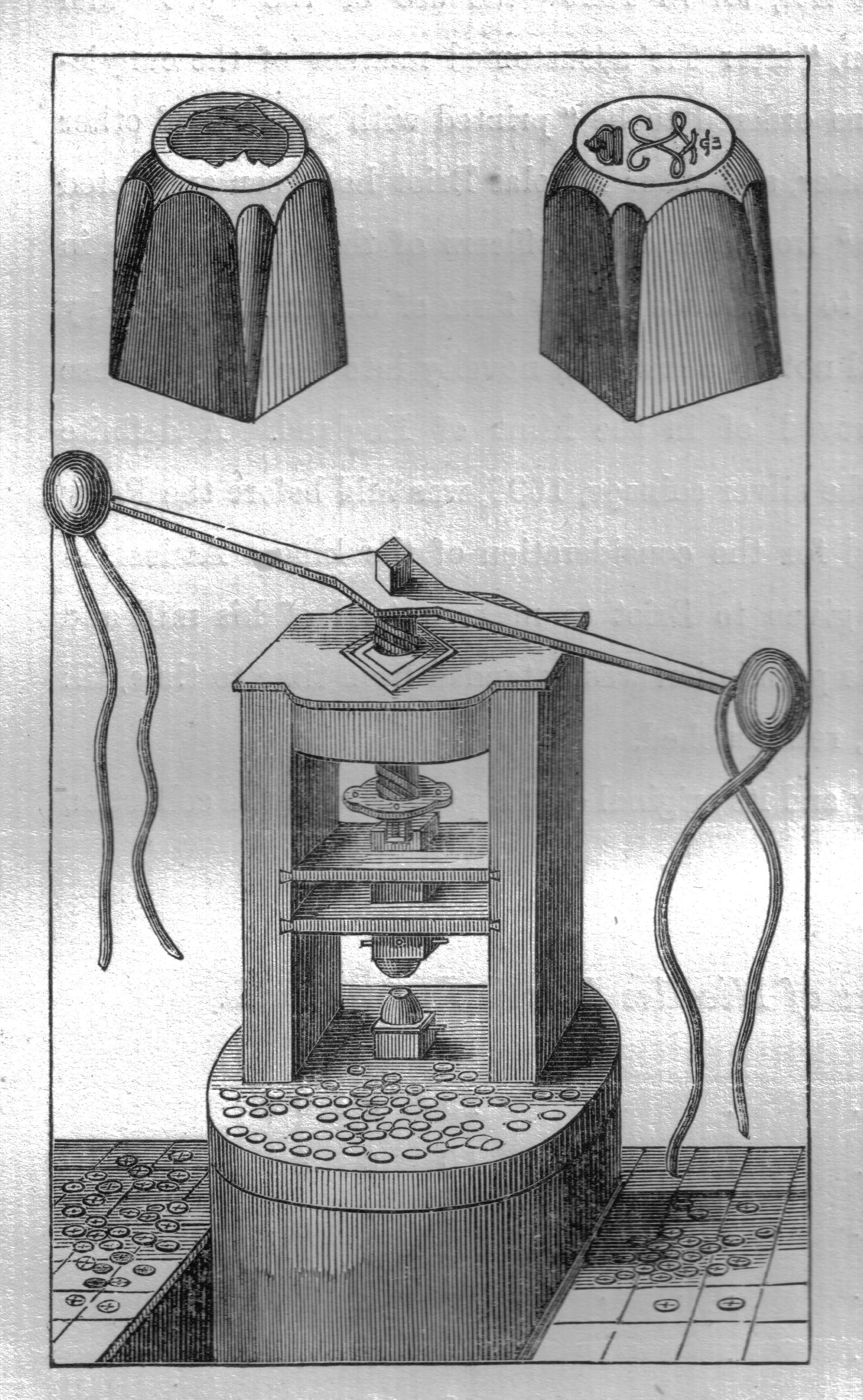
Premsa de molinet per a encunyar. A dalt dos trossells molt ampliats (respecte de la premsa)

En numismàtica un trossell és una matriu d'acer que, en un dels extrems, té esculpit el negatiu d'una de les cares de la moneda que hom desitja encunyar.

## Abast del terme
En el procés de monedatge per martellejat, colpejant una matriu mòbil superior contra una matriu fixa inferior, el trossell era la matriu mòbil mentre que la matriu fixa s'anomenava pila.
Posteriorment i emprada per alguns experts aparegué una terminologia diferent: el mot trossell esdevingué genèric (trossell superior i trossell inferior) i designava les dues matrius. Els termes particulars usats foren encuny (trossell superior) i pila (trossell inferior).
Les obres especialitzades actuals acostumen a seguir una de les terminologies exposades.

## Materials i procés
Fins a l'època de l'emperador Constantí els trossells es feien de bronze. A partir d'aleshores es fabricaren d'acer. L'acer trempat permet encunyar en fred els diversos aliatges emprats en la fabricació de monedes i medalles.
Per a cada sèrie d'encunyació generalment no n'hi prou amb dos encunys. La pràctica habitual és fabricar dues matrius mares i emprar-les per a fabricar tans encunys o trossells com calgui. El tallista prepara una matriu mare per a cada cara, en positiu i amb el mateix aspecte que les cares de la moneda final. Un cop aconseguida la forma desitjada les matrius mare es trempen i normalitzen.
Els encunys s'obtenen a partir de les matrius mare, amb un sistema semblant al de l'encunyació de monedes. Cada matriu (positiu) conforma una peça d'acer recuit de poca duresa que esdevindrà un encuny (en negatiu) després de ser trempada i normalitzada. Pot fabricar-se un nombre important d'encunys o trossells a partir de les matrius originals abans de patir un desgast significatiu.

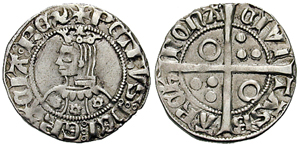
Croat de Pere III. Cara i creu.

## Cara o creu
Aquesta forma de decidir, sortejar o apostar deriva als Països Catalans d'una moneda: el croat. Però a França s'anomena “pile ou face”, expressió relacionada amb la matriu inferior i fixa d'encunyar.